# NGC 467
NGC 467 (другие обозначения — UGC 848, MCG 0-4-79, ZWG 385.65, PGC 4736) — линзообразная галактика (S0) в созвездии Рыбы. Открыта Уильямом Гершелем в 1785 году, описывается Дрейером как «довольно яркий и крупный объект округлой формы, более яркий в середине».
NGC 467 принадлежит группе галактик NGC 455, в которую входят NGC 455 и NGC 446.
При наблюдении в ×100 описывается как довольно слабый и маленький объект, который не очень яркий в середине, и при этом удлинённый 1.5×1 с позиционным углом в 135°.
Входит в число перечисленных в оригинальной редакции «Нового общего каталога».